# Hopfgarten (Grammetal)
Hopfgarten è una frazione (Ortsteil) del comune tedesco di Grammetal.

## Storia
Il 31 dicembre 2019 il comune di Hopfgarten venne fuso con i comuni di Bechstedtstraß, Daasdorf am Berge, Isseroda, Mönchenholzhausen, Niederzimmern, Nohra, Ottstedt am Berge e Troistedt, formando il nuovo comune di Grammetal.

## Amministrazione
Hopfgarten è amministrata da un consiglio di frazione (Ortschaftsrat) e da un sindaco di frazione (Ortschaftsbürgermeister).